# Desmatoclaenus
Desmatoclaenus és un gènere de mamífer extint de la família dels arctociònids que visqué durant el Paleocè. Se n'han trobat restes fòssils al Canadà i els Estats Units.